# Jim Folsom
James Elisha Folsom, Sr. (9 de Outubro de 1908 - 21 de Novembro de 1987), mais conhecido como Jim Folsom ou Big Jim Folsom, foi um político americano que exerceu como o 42° Governador do estado americano 
do Alabama, tendo exercido de 1947 até 1951 e novamente de 1955 até 1959.

## Primeiros anos
Nascido no Condado de Coffee, no sudeste do Alabama, Folsom foi um dos primeiros governadores do sul a defender uma posição moderada na integração e melhoria dos direitos políticos dos afro-americanos. Em sua mensagem de Natal no dia 25 de Dezembro de 1949, disse: "Enquanto os Negros forem retidos por privação e falta de oportunidade, os outros pobres serão mantidos ao lado deles".
Após servir na Marinha Mercante dos Estados Unidos no início dos anos 30, Folsom tornou-se corretor de seguros. Frequentou a Universidade do Alabama, Universidade Samford, em Birmingham, e Universidade George Washington, em Washington, D.C.; no entanto, nunca obteve um diploma universitário.
Antes de suas campanhas governamentais, venceu uma candidatura apenas uma vez: como delegado à Convenção Nacional Democrata de 1944. Era um forte defensor da manutenção do Vice-Presidente Henry A. Wallace, em vez de substituí-lo por Harry S. Truman, do Missouri, como se desenvolveu.

## Folsom como governador
Folsom foi eleito governador pela primeira vez em 1946. Fez uma campanha pitoresca com uma banda de hillbillies, brandindo um esfregão e um balde que, segundo ele, "limpariam" o Capitólio.
No dia 3 de Março de 1948, o nome de Folsom estava nas manchetes em todo o país quando Christine Johnston, 30 anos, viúva que conheceu Folsom no final de 1944 enquanto trabalhava como caixa no Hotel Tutwiler em Birmingham, entrou com um processo de paternidade contra o Governador, alegando que era o pai de seu filho de 22 meses. Destemido, nove dias após o processo ter sido aberto, Folsom apareceu na calçada em frente à Barbizon Modeling School, em Nova York, onde beijou uma centena de lindas modelos que o votaram como "o solteiro número um do ano bissexto da nação", atraindo uma multidão de 2500 espectadores e causando um engarrafamento. Johnston desistiu do processo em junho por um acordo em dinheiro de Folsom, que anos depois admitiu a um entrevistador que era de fato o pai do filho de Johnston.
No dia 5 de Maio de 1948, sem publicidade prévia, Folsom casou-se com Jamelle Moore, 20 anos, secretária do Departamento Estadual de Rodovias, que conheceu durante sua campanha de 1946 e namoravam e viam-se "quase diariamente" desde então.
No entanto, apesar do processo de paternidade e outros escândalos que surgiram durante seu governo, foi facilmente eleito para um segundo mandato não consecutivo em 1954. A Constituição do Alabama na época proibia um governador de suceder-se, então uma disposição comum na maioria dos estados do sul. Folsom tinha 1,83m e usou o slogan "o grande amigo do homenzinho".
Em 1958, o Governador Folsom comutou uma sentença de morte imposta a James E. Wilson, um afro-americano condenado à morte por um assalto de 1,95 dólares. O caso Wilson provocou protestos internacionais, mas alguns segregacionistas pediram que Folsom não desse a sentença.
Folsom não interveio em outro caso controverso, o de Jeremiah Reeves, que foi eletrocutado no mesmo ano, também provocando protestos.

## Duas candidaturas sem sucesso
Em 1962, Folsom novamente concorreu a governador contra seu ex-protegido George C. Wallace, mas foi derrotado. Um slogan sarcástico emergiu durante a campanha, referindo-se à reputação de Folsom de receber suborno: "Algo para todos e um pouco para Big Jim". Às vezes, Folsom se referia aos "emolumentos do cargo" e uma vez disse a uma multidão da campanha: "Eu me declaro culpado por roubar. Essa multidão da qual eu peguei, você teve que roubar para conseguir.... Roubei para você e você, e você."
A campanha de Folsom também foi prejudicada por uma aparição na televisão, onde parecia estar seriamente embriagado e incapaz de lembrar os nomes de seus próprios filhos. Tanto a aparência quanto o suposto "slogan" prejudicaram-o com a imagem sob a classe média.
Folsom voltou a candidatar-se a governador em 1966, quando enfrentou outros três democratas importantes na primária, o ex-Representante dos EUA Carl Elliott, o ex-Governador John Malcolm Patterson e o Procurador-Geral Richmond Flowers, Sr.. No entanto, o vencedor das primárias não foram nenhum desses candidatos, mas o substituto do Governador George Wallace: sua primeira esposa, Lurleen Burns Wallace. Nas eleições gerais, Lurleen Wallace derrotou facilmente o candidato Republicano James D. Martin, um representante dos EUA de Gadsden.
Folsom nunca mais foi eleito para um cargo público.

## Últimos anos
Folsom concorreu várias vezes para cargos públicos, mas não foi levado a sério por seus oponentes políticos. O ex-governador foi atormentado por problemas de saúde nos últimos anos de sua vida. Um artigo de 1976 da revista People relatou que Folsom era legalmente cego, com apenas 5% de visão e quase surdo. Folsom morreu em 1987 em Cullman. Sua sobrinha, Cornelia Wallace, filha de sua irmã, Ruby Folsom Ellis, foi de 1971 até 1978 a segunda esposa de seu ex-rival, George Wallace.
Um documentário sobre Folsom, intitulado Big Jim Folsom: As Duas Faces do Populismo, foi produzido em 1996 pelo documentarista do Alabama Robert Clem e ganhou o Prêmio de 1997 da Associação Internacional de Documentários / ABCNews VideoSource e o Prêmio de Documentarista do Sudeste em 1997 no Atlanta Film Festival.
No filme de 1997 da TNT, George Wallace, dirigido por John Frankenheimer, Jim Folsom é interpretado por Joe Don Baker, que foi indicado ao prêmio CableACE por sua atuação. Gary Sinise interpretou Wallace.
O filho de Folsom, James E. Folsom, Jr. (apelidado de "Little Jim", embora seja fisicamente grande, por causa do apelido de seu pai) também é um político conhecido do Alabama. Exerceu como vice-governador do Alabama de 1987 até 1993. Assumiu o cargo de governador quando o Governador Republicano H. Guy Hunt foi afastado do cargo depois de ter sido condenado por violações das leis de ética do estado. Folsom, Jr. concorreu a um mandato como governador em 1994, mas foi derrotado pelo ex-Governador Republicano Fob James. Decidiu re-entrar na política do estado em 2006, qualificando-se e finalmente conquistando o cargo de vice-governador mais uma vez, exercendo de 2007 até 2011.
Folsom teve nove filhos, dois de sua primeira esposa, Sarah, e sete de sua segunda esposa, Jamelle Folsom. A primeira esposa de Folsom, Sarah Carnley, morreu em 1944 devido a complicações na gravidez. Folsom fugiu e se casou com sua segunda esposa, ex-Primeira-dama do Alabama Jamelle Folsom, em 1948. Permaneceram casados até a morte dele.